# Club Social Cultural Deportivo Santiago Barranco
Maillots
Dernière mise à jour : 18 juin 2023.
Le Club Social Cultural Deportivo Santiago Barranco est un club péruvien de football basé à Barranco, district de Lima.

## Histoire
Fondé en 1929, le CSCD Santiago Barranco est la deuxième équipe la plus ancienne du district de Barranco (la première étant le Fraternal Barranco datant de 1928). En 1942, l'équipe Pirata dispute le championnat du Pérou, mais descend rapidement en fin de saison en compagnie du Telmo Carbajo de Callao.
Quelques années plus tard, le club devient champion de 2e division en 1945, mais rate l'occasion de retrouver l'élite en s'inclinant face au Sport Boys lors du barrage de promotion-relégation (1-3, 0-2). Il sera vice-champion de D2 en 1947 et 1948.
Le CSCD Santiago Barranco évolue actuellement dans la ligue de district de Barranco.

## Résultats sportifs

### Palmarès
| Compétitions nationales                                                              | Compétitions régionales |
| - Championnat du Pérou (D2) (1) : - Champion : 1945. - Vice-champion : 1947 et 1948. | - Liga Regional de Lima y Callao (1) : - Vainqueur : 1941. - Liga de Lima (1) : - Vainqueur : 1940. - Liga de los Balnearios del Sur (3) : - Vainqueur : 1963, 1970 et 1973. |

### Bilan et records
- Saisons au sein du championnat du Pérou : 1 (1942).
- Saisons au sein du championnat du Pérou D2 : 21 (1943-1963).

## Personnalités historiques du Santiago Barranco

### Joueurs

#### Grands noms
Julio Ayllón, meilleur buteur du championnat du Mexique 1949-50, a évolué au sein du club dans les années 1940. Les internationaux péruviens Dagoberto Lavalle et Rigoberto Felandro ont fait leurs débuts au sein du Santiago Barranco tous deux en 1944.

### Entraîneurs
- Luis Seghelmeble (1958)
- Rómulo Mendoza (1963)
- E. Luis Castilla (1964) Campeón Liga de Balnearios del Sur
- Alberto Mondejar (1973) Campeón Liga de Balnearios del Sur
- Rafael Escudero Espejo (1997) Campeón Liga Distrital de Barranco
- David Aldo La Torre Rivera[6] (2009)
- Iván del Pozo (2012)
- Carlos Zapata (2016)
- Álvaro Bonelli[7] (2017)
- Carlos Zapata (2018)
- Fidel Thompson (2019-1921)
- Álvaro Bonelli (2022)
- Javier Ortega (2023-)